# النيشان الوطني للنمر
النيشان الوطني للنمر (بالفرنسية: Ordre national du Léopard)‏ هو أعلى وسام دولة تمنحه جمهورية الكونغو الديمقراطية.

## تاريخ النيشان
تأسس النيشان الوطني للنمر من قبل رئيس جمهورية الكونغو الديمقراطية، موبوتو سيسي سيكو، في 22 مايو 1966، بموجب المرسوم رقم 66-330.
في عام 1971، تم تغيير اسم جمهورية الكونغو الديمقراطية إلى جمهورية زائير.
في 22 فبراير 1977، تم تعديل النظام الأساسي للنيشان.
في عام 1997، بعد الإطاحة بديكتاتورية الرئيس موبوتو، أعيدت الدولة إلى اسمها السابق، جمهورية الكونغو الديمقراطية.
يُمنح وسام النمر الوطني للخدمة العسكرية أو المدنية في سبيل الدولة.
يُعد رئيس الجمهورية بمثابة المستشار الأعلى للنيشان.

## الفئات
يتكون النيشان من خمس فئات:
- فارس الصليب الأعظم - توضع شارة النيشان على حزام الكتف ونجمة على الجانب الأيسر من الصدر
- الضابط الأعلى - توضع شارة النيشان على طوق العنق ونجمة على الجانب الأيسر من الصدر
- القائد - توضع شارة النيشان على شريط العنق
- ضابط - توضع شارة النيشان على حزام الصدر مع وردة
- فارس - توضع شارة النيشان على حزام الصدر

## الوصف
تحمل شارة النيشان شكل نجمة ثمانية الرؤوس، حيث تكون الأشعة الأولى والرابعة والسادسة مغطاة بالمينا الحمراء، والباقي أزرق، بينما تكون الأشعة الثانية والرابعة والسادسة والثامنة (في صليب أندريفسكي) لها فتحة يخرج منها شعاع ثنائي السطوح رفيع (مثل سيف النصل). يتم وضع النجوم الذهبية الخماسية بين أشعة اللافتة. يوجد في الوسط ميدالية مستديرة من المينا الزرقاء بإطار من المينا البيضاء. في وسط الرصيعة صورة ذهبية لنمر. حد بأحرف ذهبية "Paix - Justice - Travail" ومعناها «سلام - عدالة - عمل».
بمساعدة رابط انتقالي على شكل نجمة خماسية ذهبية، يتم إرفاق شارة النيشان بالشريط. عند منح الجدارة العسكرية، يتم وضع سيفين متقاطعين خلف النجمة الخماسية.
بين عامي 1977 و1997، تم استبدال المينا الزرقاء على الشارة باللون الأخضر.
|  | كان الوشاح الأصلي أزرق اللون مع شريط أحمر عريض في المنتصف، نحده من الجانبين خطان أصفران رفيعة.                                         |
|  | في عام 1977، كان للوشاح الميدالية ألوان العلم الوطني لزائير - وشاح أخضر مع شريط أحمر عريض في الوسط، يحده من الجانبين خطوط صفراء رفيعة. |
|  | بعد العودة إلى الاسم السابق للدولة في عام 1997، عاد شريط الطلب إلى ألوانه السابقة.                                                     |

## فرسان الصليب الأعظم
- الإمبراطور أكيهيتو
- ماريا باروسو
- جان بيديل بوكاسا
- محمد رضا بهلوي
- إليزابيث الثانية (1973)
- الأمير فيليب دوق إدنبرة (1973)
- خوان كارلوس الأول ملك إسبانيا
- إسحاق كالونجي
- جول فونتين سامبوا
- جولس سامبوا
- صوفيا ملكة إسبانيا
- كيم إيل سونغ (1992)
- كيم جونغ إيل (1992)

## الضباط الأعلى
- جورج فورست

## القادة
- فرناند كازادي لوبيليكيز
- هيو وانتنر
- يوسيا بولو بوتسو

## الضباط
- بيتر بيوت
- روبن جيليت

## الفرسان
- ميدارد أوتساي أسونغا
- جان بوليكانغو
- روبن جيليت
- جان بيير هاليت
- حسني مبارك
- نداي مولامبا